# Chosei (distrito)
Chōsei (長生郡; -gun) é um distrito localizado em Chiba, Japão.
Em 2003 o distrito possuía uma população estimada de 65 402 e uma densidade de 288,15 pessoas por km². Sua área total é de 226,97 km².

## Vilas e aldeias
- Chonan
- Chosei
- Ichinomiya
- Mutsuzawa
- Nagara
- Shirako